# Volvo S90
Volvo S90 är en personbil som Volvo Personvagnar introducerade på bilsalongen i Detroit i januari 2016. Kombiversionen Volvo V90 introducerades på Genèvesalongen i mars 2016.
Modellnamnet S90/V90 användes tidigare av Volvo; under 1997 ändrades beteckningen Volvo 960 till Volvo S90 (kombin fick heta V90). Den ansiktslyftning som gjordes 1994 som årsmodell 1995 genomfördes under tiden som modellen kallades Volvo 960. S90 har alltså inte ett utseende som skiljer sig från 960:s senare årgångar. Tekniskt sett är skillnaden små ändringar i inredningen: ny mittkonsol, några nya klädslar och ny träinredning i ljus masurbjörk erbjöds som tillval, liksom bättre AC-anläggning. S90/V90 slutade tillverkas den 5 februari 1998. Modellbeteckningarna S90/V90 återkom för de nya modeller som presenterades 2016, som då ersatte S80 och V70.

## Volvo S90
Volvos stora sedanmodell bygger på bottenplattan Scalable Product Architecture (SPA). Den fyrcylindriga tvålitersmotorn ur Volvos nya motorfamilj Volvo Engine Architecture (VEA) erbjuds med både bensin- och dieseldrift. Priset vid säljstarten började vid 329 000 SEK.
Det var den första Volvon i lyxklassen som bara erbjuds med fyrcylindriga motorer. 

## Volvo V90
Den i Sverige så viktiga kombiversionen Volvo V90 kostade från 339 000 SEK vid säljstart.

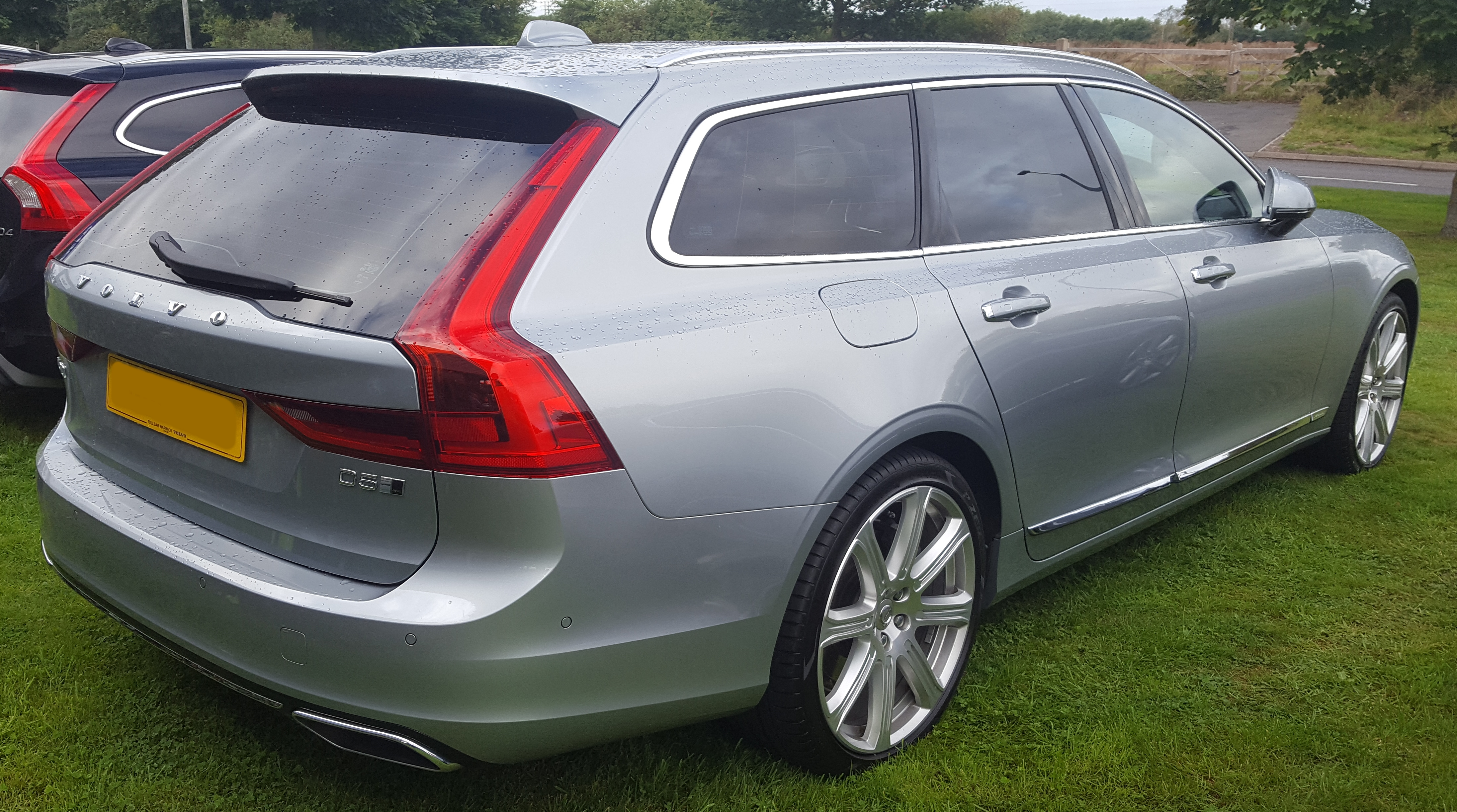
Volvo V90
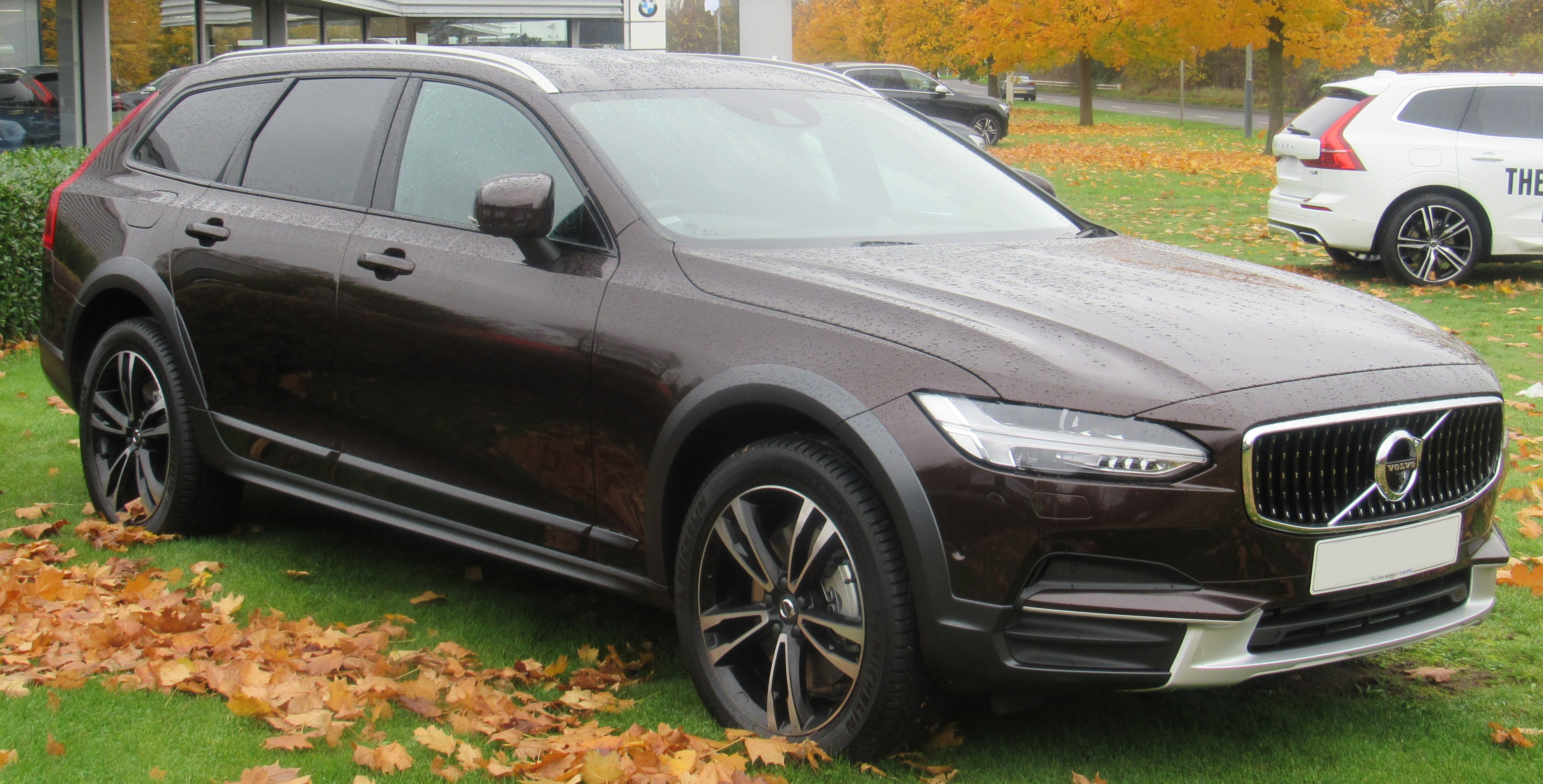
Volvo V90 Cross Country
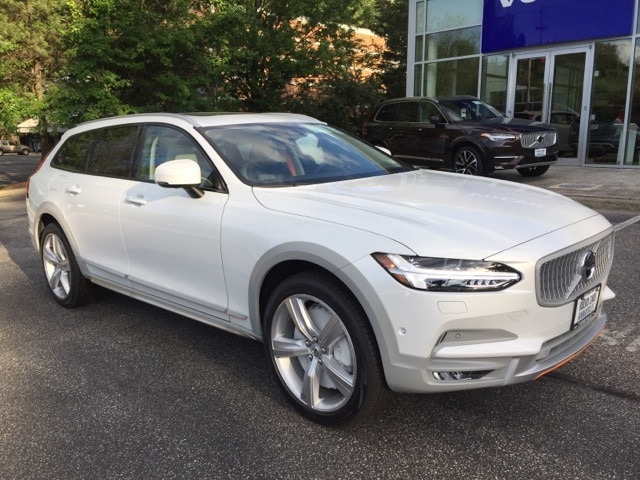
Volvo V90 Cross Country Ocean Race

## Motorprogram
| Modellnamn     | Effekt hk(kW)@rpm | Vridmoment Nm@rpm | Cyl-volym | Beteckning | Beskrivning                                              |
| -------------- | ----------------- | ----------------- | --------- | ---------- | -------------------------------------------------------- |
| D3             | 150 (110) @ 3750  | 320 @ 1750-3000   | 1969 cm3  | D4204T9    | Rak 4-cyl dieselmotor med turbo                          |
| D4             | 190 (140) @ 4250  | 400 @ 1750-2500   | 1969 cm³  | D4204T14   | Rak 4-cyl dieselmotor med dubbelturbo                    |
| D5             | 235 (173) @ 4000  | 480 @ 1750-2500   | 1969 cm³  | D4204T23   | Rak 4-cyl dieselmotor med dubbelturbo                    |
| T4             | 190 (140) @ 5000  | 300 @ 1600-4000   | 1969 cm3  | B4204T31   | Rak 4-cyl bensinmotor med turbo                          |
| T5             | 250 (184) @ 5700  | 350 @ 1800-4000   | 1969 cm³  | B4204T26   | Rak 4-cyl bensinmotor med turbo                          |
| T6             | 320 (235) @ 5700  | 400 @ 2200-5400   | 1969 cm³  | B4204T27   | Rak 4-cyl bensinmotor med turbo och kompressor           |
| T8 Twin Engine | 407 (299) @ 5700  | 640 @ 2200-5400   | 1969 cm³  | B4204T35   | Rak 4-cyl bensinmotor med turbo och kompressor + elmotor |

## Tillverkad
| År    | Volvo S90 | Volvo V90 |
| ----- | --------- | --------- |
| 2016  | ≈ 7 383   | ≈ 7 674   |
| 2017  | ≈ 46 602  | ≈ 50 575  |
| 2018  | ≈ 57 142  | ≈ 53 461  |
| 2019  | ≈ 56 355  | ≈ 40 621  |
| 2020  | ≈ 46 000  | ≈ 25 600  |
| 2021  | ≈ 46 600  | ≈ 20 700  |
| 2022  | ≈ 32 100  | ≈ 14 700  |
| 2023  |           |           |
| 2024  |           |           |
| Summa |           |           |